# Последний рубеж (телесериал)
«Последний рубеж» (англ. The Last Frontier) — предстоящий американский телесериал в жанре драматического триллера, созданный Джоном Бокенкампом и Ричардом Д’Овидио. Заказано производство 10 эпизодов. Премьера состоится на платформе Apple TV+ 10 октября 2025 года.

## Сюжет
Маршал США Фрэнк Ремник в малозаселённом регионе Аляски разбирается с крушением тюремного транспортного самолёта, перевозившего жестоких заключенных, из-за чего на свободе оказалось множество беглецов.

## В ролях
- Джейсон Кларк — Фрэнк Ремник
- Доминик Купер — Хавлок
- Хейли Беннетт — Сидни
- Симона Кесселл — Сара Ремник

## Производство
В феврале 2023 года Apple TV+ заказал производство телесериала, в котором главную роль сыграет Джейсон Кларк. Год спустя стало известно, что в сериале также снимутся Доминик Купер, Хейли Беннетт и Симона Кесселл.
Съёмки начались 5 февраля 2024 года в Монреале и завершились в октябре.
Премьера первых двух эпизодов состоится на платформе Apple TV+ 10 октября 2025 года.